# Alchemilla laeticolor
Alchemilla laeticolor är en rosväxtart som beskrevs av Sergei Vasilievich Juzepczuk. Alchemilla laeticolor ingår i släktet daggkåpor, och familjen rosväxter. Inga underarter finns listade i Catalogue of Life.